# Galatiska
Galatiska var ett utdött keltiskt språk som talades i Galatien i Anatolien i dagens Turkiet mellan 2:a århundradet f.Kr. och åtminstone fram till trehundratalet e.Kr, även om vissa gamla källor tyder på att det fortfarande talades på femhundratalet. Galatiska tillhörde den kontinentala grenen av det keltiska språket, och var samtidigt med galliska möjligen en variant av det.

## Språkets historia

Karta over Galatien i Anatolien (dagens Turkiet).

### Uppkomst
Det galatiska språket, baserat på onomastiska bevis, eftersom inga texter skrivna på galatiska ännu har upptäckts. Språket verkar ha liknat galliska i västra och centrala Europa. Språket introducerades i Anatolien på trehundratalet f.Kr., när keltiska stammar - särskilt Tektosager, Trokmier och Tolistobogier - migrerade söderut från Balkan. Enligt den grekiska historikern Strabon var Tektosager i Anatolien besläktade med Volker Tektosager i Gallien; moderstammen för båda grenarna, Volker, bodde ursprungligen i Centraleuropa.

### Samtida romerska källor
Någon gång mellan år 48 och 55 e.Kr. skrev aposteln Paulus sitt brev till galaterna på grekiska, det gemensamma språket i det östromerska riket. Det kan betyda att galaterna vid denna tid redan var tvåspråkiga med grekiska och deras modersmål, som Hieronymus senare rapporterade. Forskarna är dock splittrade i frågan om Paulus skrev till grekiska galater eller till helleniserade ättlingar till keltiska galater. Lukianos registrerade omkring 180 att profeten Alexander av Abonuteichos kunde hitta keltisktalande tolkar för sina orakel i Paphlagonia, omedelbart nordost om Galatien. Läkaren Galenos från Pergamon klagade i slutet av 100-talet på att den grekiska som talades av människor på hans tid hade korrumperats av lån från främmande ord från språk som galatiska. På trehundratalet skrev Hieronymus i en kommentar till Paulus brev till galaterna att bortsett från det grekiska språket som talas i hela öst har galater sitt eget språk, ungefär samma språk som Treveri. Huvudstaden i Treveri var Trier, där Hieronymus hade bott en kort tid efter att ha studerat i Rom.

### Tidigmedeltida källor
På femhundratalet trodde Kyrillos från Skythopolis att språket fortfarande talades vid hans tid när han hänvisade till en berättelse om att en munk från Galatien tillfälligt var besatt av Satan och inte kunde tala; när han förbättrades från detta tillstånd kunde han svara på frågor bara på sitt eget inhemska galatiska språk.

## Vokabulär
Av språket överlever bara några korta kommentarer hos klassiska författare och spridda namn på inskriptioner. Det finns totalt cirka 120 kända ord, varav flertalet är personnamn. Namnen slutar ofta på -riks (jämför med galliska -rix/-reix, gammalirländska ri) latin rex vilket betyder kung, några ändelser på -marus, i dativ -mari (jfr galliska -maros, gammalirländsk mor, walesisk mawr)  med betydelsen stor, och stamnamn som Ambitouti (fornirländska imm- "runda", tuath "stam") och drunaimeton "samlingsplats" (jfr gammalirländsk druva "druide", "trollkarl" eller "poet", gammalirländska nomed "helig plats"). Spridda ordförrådstermer som nämns av grekiska författare inkluderar ἀδάρκα (adarka), en typ av växt; αδες (ades), "fötter"; βαρδοί (bardoi), "sjungande poeter, barder"; μάρκα (marka), "häst" och τριμαρκισία (trimarkisia), "trehästars stridsgrupp".

### Vanliga substantiv
Endast tre vanliga substantiv är säkert intygade, och endast två av dem är av keltiskt ursprung. Alla är belagda i grekiska källor och skrivs som om de vore grekiska. 
- τασκός, taskos, "grävling"
- δρουγγός, droungos, "nos, näsa"
- ὗς, hus, "kermes ek"

Både taskos och droungos ges av Epiphanius av Salamis i hans Panarion i ett försök att belysa namnet på tascodrugiternas gnostiska sekt. Även om han har rätt betydelse av droungos, ger han taskos som betyder "peg". Det betyder nästan säkert "grävling".  Ordet hus är inte av keltiskt ursprung, men lånades in i galatiska från ett annat språk.

### Personnamn
De bestyrkta galatiska personnamnen liknar dem som finns på andra håll i den keltiska världen. Många är sammansatta namn som innehåller vanliga keltiska rötter som *brog-, "land, territorium" (jfr forniriska mruig, walesiska och bretonsak bro; kognat med latin margo och gotiska marka), *epo-, "häst" (fornirländsk ech, walesiska eb- [i ebol "ponny" och föreningen ebrwydd "snabb"]), *māro- (jfr galliska -māros ,fortniriska mór, Welsh mawr, Bretonska meur) "stor", och *rig(o)-, "kung" (jfr Gallien -rīx/-reix, Irish rí, Welsh rhi; cognate med gotiska-reiks, latin rēx). Några exempel på personnamn.
- Ἀδιατόριξ (Adiatorīx)
- Βιτοριξ (Bitorīx)
- Βρογιμάρος (Brogimāros)
- Κάμμα (Cāmmā)
- Δομνείων (Domneiū)
- Ἐπόνη (Eponī)
- Ολοριξ (Olorīx)
- Σμερτομάρα (Smertomārā)
- Τεκτομάρος (Tectomāros)

### Stamnamn och gudanamn
Stamnamn inkluderar Ambitouti (gammal irländsk imm-, walisisk är "runt"; Old Irish tuath, Welsh tut, "tribe"), Ριγόσαγες (Rigosages, "King-Seekers"; jfr irländsk saigid "att gå mot, att söka upp", walesiska haedu, verbalt suffix -ha "söka") och Τεκτόσαγες (Tectosager, jfr den besläktade Volker Tectosager stammen i Gallien, med betydelsen Resesökare; forniriska techt,  som betyder färdas, walesisk taith, resa).
Belagda gudomliga namn inkluderar βουσσουριγίος (Bussurīgios) och Σουωλιβρογηνός (Suolibrogēnos), båda identifierade med den grekiska härskarguden Zeus, och Ούινδιεινος (Uindieinos), kanske stadsguden i den tolistobogiska staden Ούινδια (Uindien).

### Ortnamn
Belagda ortnamn inkluderar Acitorīgiāco  vilket betyder [bosättning av] Acitorīx; jämför Acitodunum i Gallien), Άρτικνιακόν (Articniācon,  med betydelsen [Bosättning av] Articnos" [björnson]), Δρυνέμετον (Drunemeton; < Urkeltiska dru- som betyder ek och i förlängningen stor. Jämför forniriska druí, i Wales dryw [< *dru-wid-s], "druid, vis man" [bokstavligen "mycket klok"], forirländska neimed , walesiska nyfed  för helig plats, [helig] lund), mötesplatsen för de galatiska tetrarkerna och domarna, och Ούινδια (Uindia "Fair/White/Holy Place"; Gammal irländsk finne, walesisk gwyn [mask], gwen [fem.]  med betydelsen rättvis, vit; helig.

## Kritik mot uppfattningen att Galaterna talade ett keltiskt språk
Sankt Hieronymus anmärker 386 e.Kr. att språket i det antika Galatien (kring dagens Ankara) liknade språket i Treveri (runt dagens Trier). Hans uttalande har blivit feltolkat. "Kelterna", "Gallerna" eller "Galaterna" som nämns av klassiska författare, inklusive de som invaderade Grekland och Anatolien omkring 277 f.Kr., var inte keltiska i nutida mening, d.v.s. talare av ett keltiskt språk släkt med walesiska och irländska..... De 150 ord och riktiga namn som för närvarande är kända från galatiskan visar föga släktskap med keltiska språk, mer med germanska.
Så sammanfattar Anthony Durham och Michael Goormachtigh sin kritik av klassificeringen av galatiska som ett keltiskt språk. De utgår från Hieronymus som de anser hade stor trovärdighet i sin förmåga att bedöma språk. Hieronymus menade att det var viktigt att kontrollera eventuella bibelöversättningar mot originalspråket. Han var perfektionist, rättade befintliga grekiska-till-latinska översättningar och använde klassiskt, inte vulgärt, latin i sitt eget skrivande.
Hieronymus var född i Strido i Dalmatien, nära det moderna Ljubljana. Han modersmål är osäkert. Söder om Dalmatien talade folk illyriska, norrut i Noricum var språket keltiska eller germanska, beroende på vilken lingvist man vill tro på. Hieronymus andra språk var latin, hans tredje var grekiska, hans fjärde var hebreiska. Han kände förmodligen grunderna i flera till. Moderna flerspråkiga människor kan bedöma språk, och troligen hade Hieronymus kompetens att inse likheterna mellan de galatiska och treverianska språken.
Trevererna bodde i Tyskland vid Trier och uppfattade sig som germaner, vilket Tacitus bekräftar: Treverianerna och Nervianerna är mycket stolta över sitt germanska ursprung, med tanke på att detta ädla blod skiljer dem från gallernas lättja. Detsamma gjorde Strabo: längs Rhen bor Treveri ... på denna sida av Rhen. Nästa efter Treveri är Nervii, som också är en germansk stam. Efter att ha visat att trevererna var en germansk stam går de sedan igenom de mycket begränsade språkliga beläggen för det galatiska språket och visar att detta lätt kan härledas till gemensamma indoeuropeiska rötter eller till germanska språk som gammalengelska.
Man kan invända att trevererna var en en stam som germaniserats, alltså övergått till germanskt språk från ett keltiskt, men det är ett antagande som vilar på lösa grunder. Artikeln Treverer  skriver att de var en av de ursprungligen germanska folkstammar som gick över floden Rhen in i Gallien och så småningom blev assimilerade av den keltiska (galliska) inhemska kulturen. Få personnamn bland trevererna är germanska, utan oftast keltiska eller latinska, med inblandning av namn från ett fjärde språk. Treverna behandlas som ett keltisk folk av engelska och tyska Wikipedia.  H. Heinen, ger i del 1 av stadshistorien Trier und das Trevererland in römische Zeit svaret att befolkningen var blandad, med både keltiska och germanska inslag.